# 大分インターチェンジ

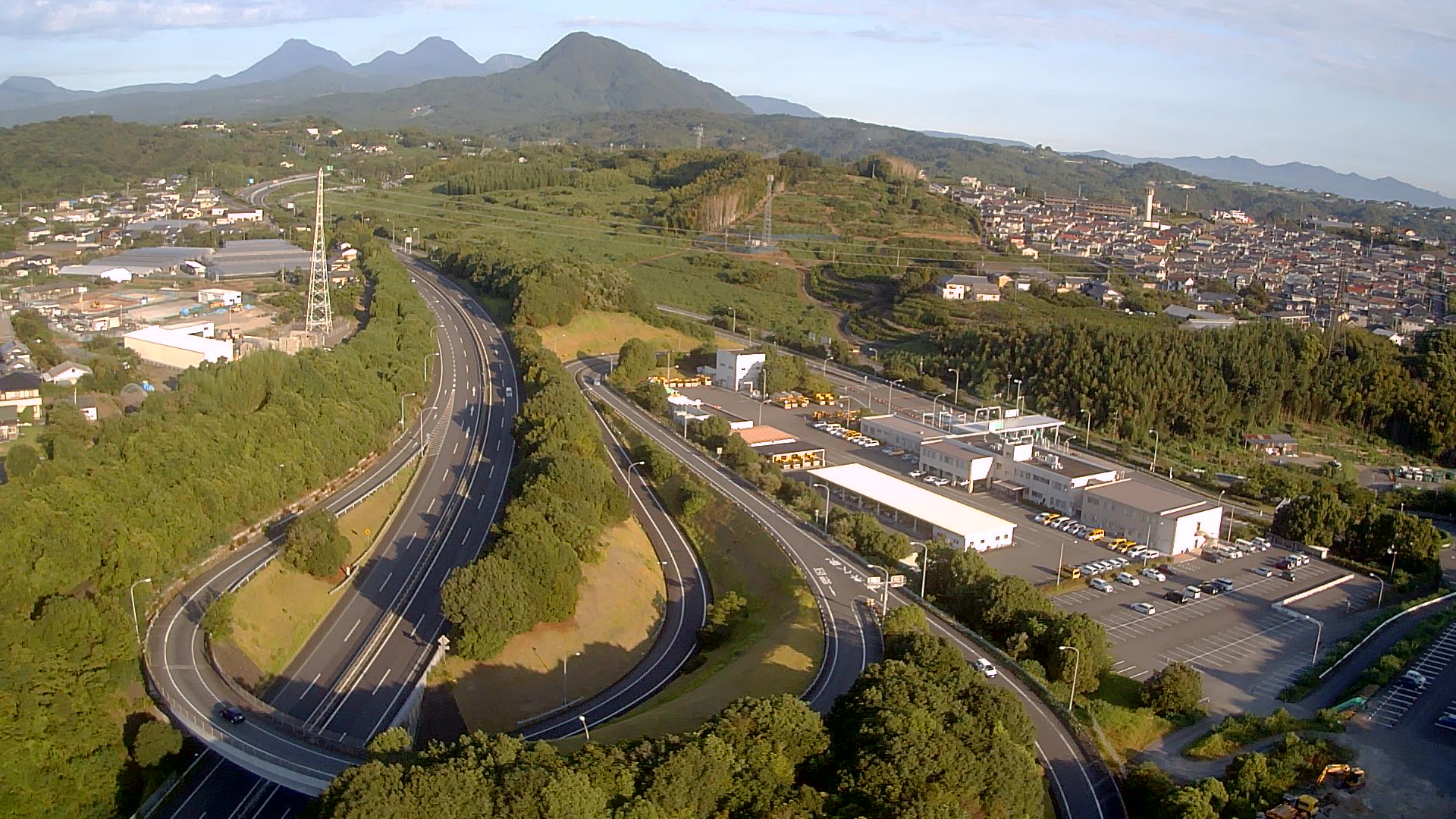
大分ICのパノラマ画像（正面奥は高崎山）

大分インターチェンジ（おおいたインターチェンジ）は、大分県大分市大字金谷迫にある東九州自動車道のインターチェンジである。大分市中心部に最も近いICである。
西日本高速道路九州支社大分高速道路事務所、および大分県警察高速道路交通警察隊の本隊が併設されている。

## 歴史
- 1992年（平成4年）12月3日 : 別府IC - 大分IC間開通に伴い供用開始。
- 1996年（平成8年）11月26日 : 大分IC - 大分米良IC間開通。
- 2018年（平成30年）8月5日：大分自動車道速見支線と大分自動車道本線（速見IC - 日出JCT - 大分米良IC）の道路名が東九州自動車道に変更される。

## 接続する道路
- 直接接続
  - 大分県道21号大分臼杵線
- 間接接続
  - 国道10号
  - 国道210号
  - 大分県道207号大分挾間線
  - 大分県道696号高崎大分線

## 料金所
ブース数：6

### 入口
- ブース数：2
  - ETC専用：1
  - ETC/一般:1

### 出口
- ブース数：4
  - ETC専用：2
  - 一般：2

## 周辺
- 高崎山自然動物園
- 大分マリーンパレス水族館「うみたまご」
- 大分港西大分地区（ダイヤモンドフェリーが発着）
- JR大分駅・西大分駅・賀来駅
- 柞原八幡宮
- 大分大学医学部附属病院

## 未成の本線料金所
当ICは建設当初は終点となる予定であったことから、別府IC寄りの大分市金谷迫（北緯33度13分45.9秒 東経131度33分20.2秒 / 北緯33.229417度 東経131.555611度）に本線料金所を設置する計画であり、既に用地も確保されていた。しかし、大分自動車道の終点が大分米良ICに変更されたことで、当ICの料金所はIC内に設置することになったため、本線料金所の用地は使用されずに放置されている。
なお、この計画変更で当ICは鳥栖・別府方面と大分県道21号大分臼杵線が直結する構造であったものが、大分米良IC方面の本線とも接続するように変更されたため、当ICは鳥栖・別府方面からのオフランプを除いて、急カーブが生じている。

## 隣
E10 東九州自動車道
(11) 別府IC - (12) 大分IC - (13) 大分光吉IC